# Arnold Sorina
Arnold Sorina (ur. 1 czerwca 1988, Port Vila) – vanuacki lekkoatleta, średniodystansowiec, olimpijczyk.
Zawodnik reprezentował swój kraj na igrzyskach w Londynie, startował w biegu na 800 m mężczyzn – odpadł w eliminacjach z czasem 1:54,29.

## Rekordy życiowe
| Dystans                   | Wynik (s) | Miejsce   | Data                |
| ------------------------- | --------- | --------- | ------------------- |
| bieg na 400 metrów        | 48.65     | Hamilton  | 9 lutego 2008       |
| bieg na 800 metrów        | 1:51.13   | New Delhi | 8 października 2010 |
| bieg na 800 metrów (hala) | 1:54.44   | Stambuł   | 9 marca 2012        |